# Typ 5 To-Ku
Typ 5 To-Ku – japoński czołg pływający z okresu II wojny światowej.
Czołg Typ 5 To-Ku został skonstruowany w 1945 roku. Był uzbrojony w armatę czołgową kalibru 47 mm zamocowana w kadłubie i 25 mm zamocowana w wieży. Załoga składała się z kierowcy, mechanika, dwóch strzelców, działonowego, ładowniczego i dowódcy. Z powodu zakończenia wojny nie produkowany seryjnie.